# Olosig, Bihor
Olosig (germană Schwäbisch Wallendorf, maghiară Érolaszi) este o localitate componentă a orașului Săcueni din județul Bihor, Crișana, România.

 Acest articol despre o localitate din județul Bihor este deocamdată un ciot. Puteți ajuta Wikipedia prin completarea lui.